# Philoponella nigromaculata
Philoponella nigromaculata là một loài nhện trong họ Uloboridae.
Loài này thuộc chi Philoponella. Philoponella nigromaculata được Hajime Yoshida miêu tả năm 1992.